# ارکیده ریشوی لاغر
ارکیده ریشوی لاغر (نام علمی: Calochilus gracillimus) نام یک گونه از سرده ارکیده‌های ریشو است.